# T-VIS

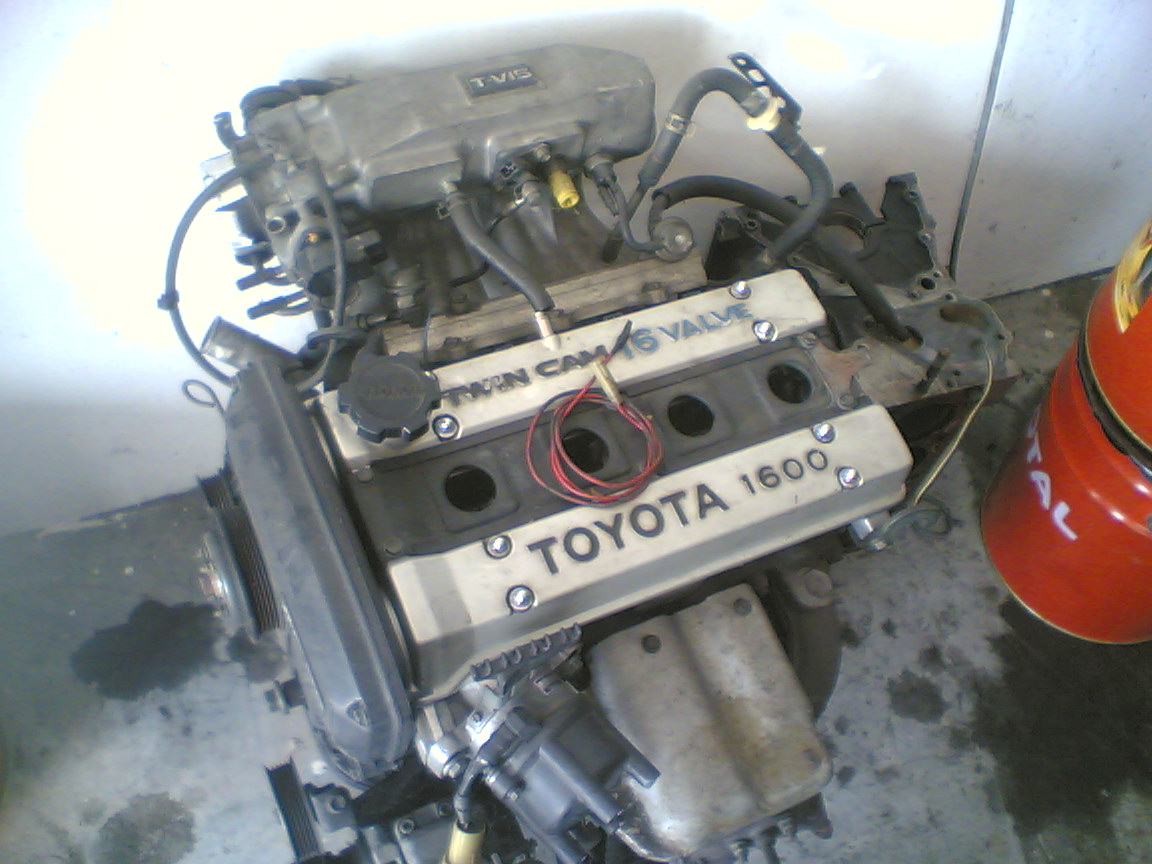
インテークマニホールドにT-VIS搭載のロゴが貼付された第1世代4A-GE。

T-VISはToyota Variable Induction Systemの略でトヨタ自動車が1982年より採用した可変吸気システムの名称。

## 概要
T-VISは、各気筒に2本ずつある吸気バルブに対しそれぞれ独立したインテークマニホールドを持ち、低回転では片側をバタフライバルブにより閉じ1本とし、高回転では2本に切り替える構造。作動は負圧アクチュエータを用いており、エンジン回転数が4,650rpmを超えるとバキュームスイッチングバルブで負圧をアクチュエータに送り、バタフライバルブを開かせる。
これにより、低回転ではインテークマニホールドの断面積が小さくなり、吸気流入速度が上がり慣性力で充填効率が上がる（慣性過給効果）。さらに、混合気がシリンダー中心に対しオフセットして流入するため、強いスワール渦が発生し燃焼効率が上がる。これらにより発生トルクの向上が計れる。高回転ではインテークマニホールド内の断面積が大きくなり、吸入抵抗が下がることにより充填効率が上がり、最高出力の向上が計れる。
このような機構が登場した背景としては、1970年代後半にトヨタを初めとする自動車各社が対応に苦慮した自動車排ガス規制が挙げられる。トヨタトータルクリーンシステムの熟成により昭和53年排出ガス規制(日本版マスキー法)をクリアしたトヨタではあったが、昭和48年排出ガス規制以前のフルパワーエンジンを知る世代からの評価は決して芳しいものではなかった。そのような中、トヨタは1979年（昭和54年）より三元触媒と合わせてDOHCを導入し、市場にツインカム旋風を巻き起こし、次いで1980年には1G-EU型や1981年の1S-U型は公募で「ライトウエイト（軽量）・アドバンスト（進歩）・スーパーレスポンス（高応答性）・エンジン」を意味するLASRE(Light-weight Advanced Super Response Engine)の愛称を付け、排ガス規制期に低下したトヨタのスポーツイメージの回復を狙った。このDOHC旋風とLASREエンジンの集大成として、市販車では一部の高級スポーツカーにしか採用実績の無かった1気筒4バルブを大衆車向け量産エンジンにも展開することを計画した。DOHC 4バルブは高性能を発揮することができるが、吸気ポートやインテークマニホールドの内径を広げていくと低回転時の吸気流速が低下してエンジン出力の低下、つまり低速トルクの低下を招き、低速トルクの向上を狙った細く狭い吸気ポートは高回転時の出力低下、つまり最大馬力の低下や回転数の頭打ちといったを事態を招いてしまう。スポーツカーではドライバーの腕により低速トルクの細さをカバーできるが、老若男女あらゆる世代が運転しうる大衆車ではこのような欠点はできるだけ解消しなければならない。T-VISはこのような状況を解決する手法として考案されたものである。

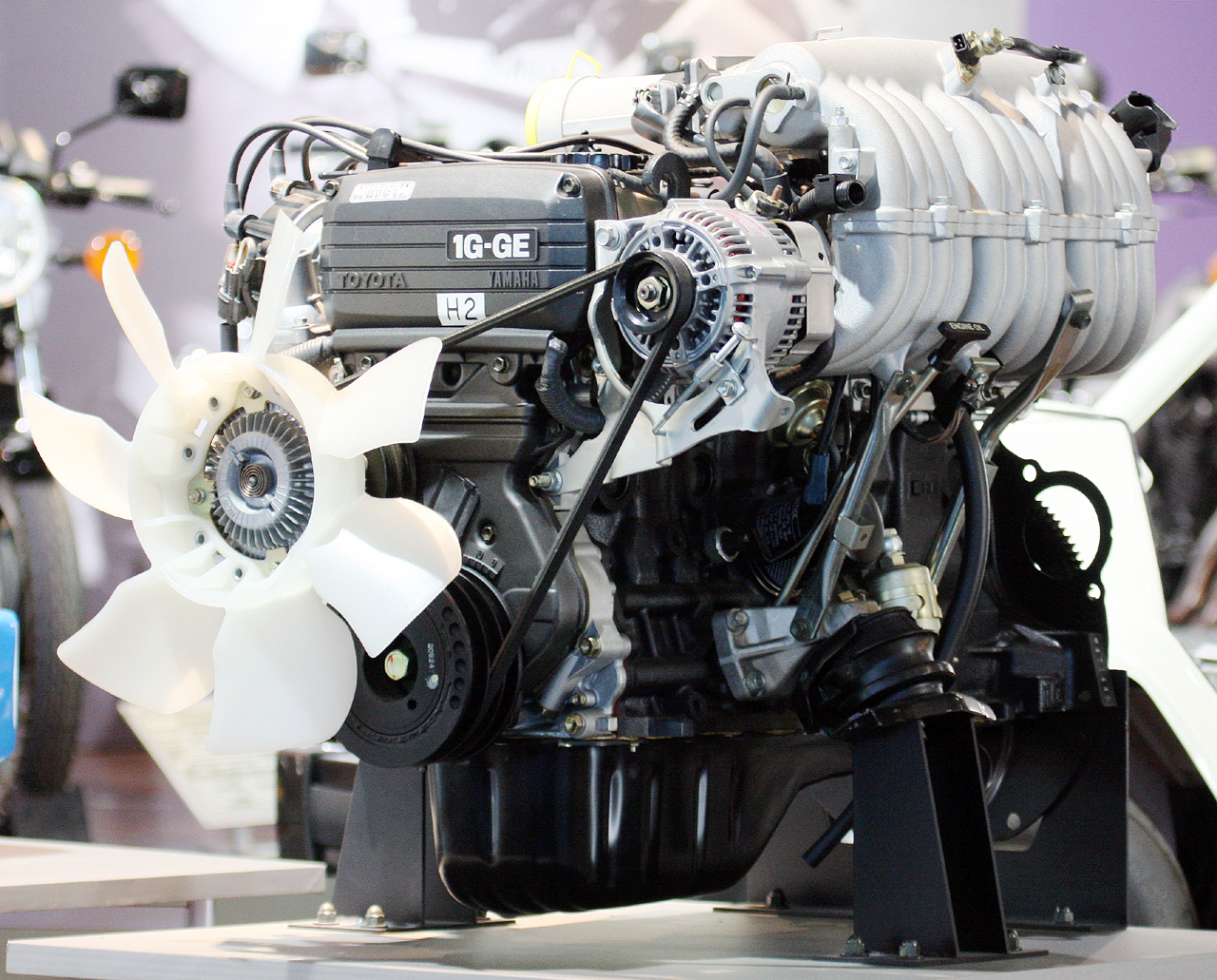
ヤマハ・コミュニケーションプラザ所蔵の1982年の第1世代1G-GE。12本に分かれたT-VIS付きインテークマニホールドが確認できる。

最初に採用されたエンジンは1982年のトヨタ・1G-GEで、その後1984年の4A-GEや3S-GEなどにも展開された。公式には触れられていないが、T-VISは当時のトヨタのスポーツエンジン(4A-GEなど"-G"が付くエンジン)の4バルブシリンダーヘッドと共にヤマハ発動機が開発したものである。より正確にはトヨタが開発し、1978年に米国特許を取得したダウンドラフト式キャブレター向けの「出力に応じて2系統の吸気ポートを切り替える機構」や、本田技研工業が1979年に米国特許を取得した「出力に応じて2つの吸気バルブを切り替える3バルブエンジン」を引用した上で、ヤマハが1981年に改めて欧州特許を取得したものであり、T-VISバルブユニットにはヤマハの社名が打刻されている。その後1G-GEでは不等長インテークマニホールド型が採用され、低回転側インテークマニホールドが長くされ、脈動効果も利用しさらに充填効率を大きくすることができた。
他メーカーでは、この時期に日産がRB20DEやCA16DE、GA15Sなどに、同様の可変吸気システムのNICS（Nissan Induction Control System）を採用している。また、同じトヨタ内では1983年にT-VISに構造が類似した負圧を用いたインテークマニホールド切替機構を用いて、主に低回転時のみにシリンダー内にスワール(渦流)を発生させることを目的としたスワールコントロールバルブ(SCV)を3A-LUに採用している。機械的手法でスワールを発生させる機構は三菱自動車工業のMCA-JETが存在していたが、SCVは高回転時には全開状態となることでスワールの発生を止め、最大の吸気効率を発揮させられる利点があった。
トヨタは1987年式トヨタ・カムリの1VZ-FEより可変長インテークマニホールドの概念を取り入れたACISをハイメカツインカムと共に導入し、1991年以降は可変バルブ機構のVVT-iも導入されたことにより、それ以降はT-VISという名称では採用されなくなった。

## 車両チューニングにおけるT-VIS
T-VISのバタフライバルブは高回転まで使用しない場合に、ブローバイ(未燃焼ガス)の吹き返しによるカーボン堆積により動きが悪くなりレスポンスが悪化したり、時に完全に固着するトラブルも発生し、チューニングカーではT-VISを取り外したり最初から全開状態で固定する改造が行われた事もあった。低回転時には閉じているバタフライバルブ側の吸気バルブ傘部は燃料噴射装置からの噴射による洗浄効果が期待できない為、カーボンが非常に堆積しやすく、吸気ポートの有効面積が減ってしまい性能低下を起こしやすい事も泣き所であった。負圧アクチュエータの開閉制御はECUで行われており、ROMチューンにより作動回転数の変更も行えるが、2000年代まではプライベートチューナーによるECUの再セッティングの手段は極めて限定されており、T-VISの機構を残したままカムシャフトの交換などを行うと、バルブ切り替えの回転数がバルブタイミングに対して不適合となり、却って性能に悪影響を与えることもチューニングカーでT-VISが忌避された理由でもあった。
本来T-VISが搭載されたトヨタ・4A-GEやトヨタ・1G-GEなどは吸気ポートの形状はT-VISが存在することを前提にポート加工されており、単純にT-VISを取り外す事はあまり望ましい行為であるとはいえない。そのため、トヨタ・AE86の4A-GEではシリンダーヘッドとインテークマニホールドの全てを、T-VISが廃止された世代であるAE92後期型に換装する改造が行われたりもしており、AE101で4A-GEが5バルブ化される直前の一時期にT-VISが廃止された事実は、4A-GEユーザーの間に「T-VISは失敗作」という悪印象を残すことにも繋がってしまった。
しかし、2000年代以降ノートパソコンなどを利用するサブコンピュータでプライベーターでも容易にECUのセッティングが行えるようになったことにより、T-VISのユーザーによる作動タイミングの最適化が容易に行えるようになり、1980年代当時の量産エンジンにおけるアルミ鋳造技術の限界から生じている不適切な内部形状の修正など、メカチューン的な手法も含めたT-VISの再評価が行われてきている。
なお、1GエンジンではT-VISがツインターボの1G-GTEにも採用され、スーパーチャージャーの1G-GZEのみがT-VIS非採用であった。自然吸気エンジンはハイメカツインカムの1G-FEに置き換えられた。トヨタ・3S-GEは1984年からT-VISを採用し、自然吸気は1990年にACISに置き換えられる形で姿を消している。ターボエンジンの3S-GTEでは1993年の第2世代までT-VISが採用されており、同年末のST205型セリカの登場と3S-GTEエンジンの第3世代移行に伴いT-VISが廃止されているが、3Sエンジンや1GエンジンではT-VISの取り外しは4A-GEほど活発ではない。